# Herpa
Die Herpa Miniaturmodelle GmbH (Eigenschreibweise: herpa) ist ein Hersteller von maßstäblichen Automobil- und Flugzeugmodellen. Das Unternehmen gilt als Weltmarktführer bei Modellflugzeugen im Standard-Maßstab 1:500. Am Stammsitz von Herpa im fränkischen Dietenhofen sind ca. 150 Mitarbeiter tätig. Neben den Bereichen Entwicklung, Produktion, Lager, Verwaltung und Vertrieb befindet sich hier auch das Herpa Miniaturen-Museum mit eigener Verkaufsausstellung.

## Geschichte
Im Jahr 1949 wurde das Unternehmen in Nürnberg von Wilhelm Hergenröther gegründet. Der Name setzt sich aus Hergenröther Patente zusammen. Anfänglich stellte Herpa Modelleisenbahnzubehör her.
1961 wurde Riwa-Plastik gegründet, ebenfalls in Nürnberg, ein Hersteller von Kunststoffteilen für die Foto- und Phonoindustrie. 1965 erfolgte der Umzug in eine größere Fertigungsstätte in Dietenhofen, im selben Jahr wurde Herpa übernommen. Die beiden Markennamen blieben weiterhin erhalten.
Herpa zeigte 1978 auf der Nürnberger Spielwarenmesse seine ersten Pkw-Modelle im Maßstab 1:87, 1980 folgten die ersten Lkw-Modelle im selben Maßstab. Bereits ein Jahr später waren alle Fahrerhäuser kippbar und mit einer Motornachbildung ausgestattet. Durch die ausgezeichneten Detaillierungen und das maßstabgetreue Erscheinungsbild erfuhren die Herpa-Modelle eine starke Nachfrage und wurden als Werbepräsente sehr geschätzt.
Auf der Nürnberger Spielwarenmesse wurde 1982 die erste Ausgabe der Modellzeitschrift Der MASS:STAB für die Sammler von Miniaturmodellen vorgestellt. Seitdem erscheinen jährlich sechs Exemplare.
Erste Kunststoff-Muster einer Boeing 747-200 im Maßstab 1:500 wurden 1987 produziert. Im Gegensatz zu Flugzeugmodellen anderer Hersteller wurden diese erstmals bedruckt und nicht mit Abziehbildern beklebt. Herpa präsentierte diese Modelle anlässlich der Flugzeug-Taufe einer Boeing 737-300 der Lufthansa auf dem Nürnberger Flughafen. Es erfolgte der Neubau einer weiteren, ca. 2.000 m² großen Fertigungshalle in Dietenhofen.
Im Jahr 1997 erschien die erste Ausgabe der Wingsworld, erstes internationales Fachmagazin für Sammler von Flugzeug-Miniaturen.
Nach dem Ende der Vertriebspartnerschaft im Jahr 2015 mit Roco startete Herpa mit „Military“ eine eigene Militärmarke. 
Im Jahr 2009 übernahm Andreas zu Leiningen Herpa, die Familie Wagener schied aus dem Unternehmen aus.
Herpa unterhält am Produktionsstandort auch ein Museum, in dem die Modelle aus den Anfängen von Herpa, viele Raritäten sowie eine große Ausstellung präsentiert werden.

## Sortiment
Durch die Zusammenarbeit mit namhaften Auto- und Flugzeugherstellern sowie führenden Unternehmen der Verkehrs- und Logistikbranche schafft Herpa ein vielfältiges Produktangebot sowohl moderner als auch historischer Vorbilder. Die Herpa-Kollektion umfasst mehr als 1.500 lieferbare Modelle die über den Modellfachhandel bzw. ein internationales Händlernetz vertrieben werden.
Das Sortiment umfasst Kraftfahrzeugmodelle in den Maßstäben 1:43, 1:87, 1:120, 1:160 und 1:220 aus Kunststoff, Flugzeugmodelle in den Maßstäben 1:160, 1:200, 1:300, 1:400, 1:500 und 1:1000 sowie Schiffsmodelle im Maßstab 1:1250. Herpa produziert jedes Jahr über vier Millionen Pkw- und Lkw-Modelle – mehr als alle anderen deutschen Modellautohersteller zusammen. Das Unternehmen beschäftigt 220 Mitarbeiter und unterhält auch Produktionsstätten in China und Ungarn. Die Modelle werden laut Herpa nach Originalplänen der Hersteller produziert – deshalb gibt es fast immer ein reales Vorbild zum Modell. Vor allem für Werbezwecke werden auch Fantasiemodelle gefertigt, die dann mit dem entsprechenden Logo bedruckt als Werbegeschenk für das jeweilige Unternehmen dienen. Für den Markt der Bastler und Umbauer erscheinen hin und wieder Modelle ohne Bedruckung, die aber preislich nicht wesentlich günstiger als bedruckte Modelle sind. Preisgünstig sind bei Herpa die unmontierten Modelle von Lkw und Pkw, die Modellbahner ansprechen sollen. Besonderheit der Herpa-Modelle: Sämtliche Teile werden gesteckt und nicht geklebt, was Formenbau deutlich schwieriger, aber auch den Umbau erst möglich macht. Mit dieser Technik konnte Herpa im Modellbau unter Umbauern einen deutlichen Gewinn an Zuspruch erreichen.

## Herpa wings

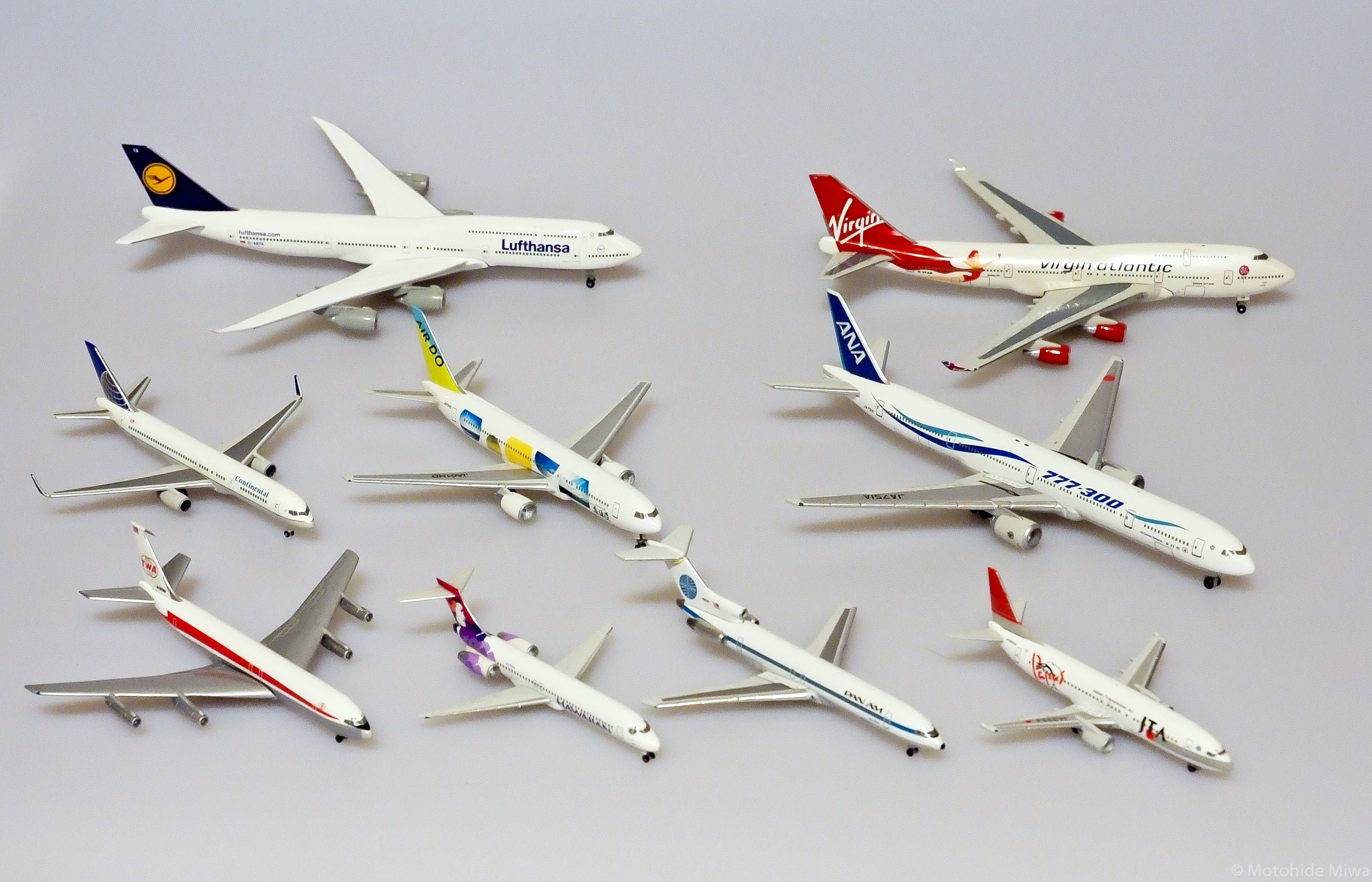
Boeing-Modelle

Die Herpa Wings sind Miniatur-Flugzeugmodelle hauptsächlich im Maßstab 1:500. Das erste wurde anlässlich einer Flugzeugtaufe der Lufthansa 1987 auf dem Flughafen Nürnberg vorgestellt, damals noch aus Kunststoff. Heute werden mit wenigen Ausnahmen Metallmodelle fast aller Verkehrsflugzeuge angeboten; weit überwiegend aktuelle Vorbilder zahlreicher Airlines rund um die Welt, mit einem gewissen Schwerpunkt auf Vorbilder, die nach Europa kommen. Seit 2001 werden die Modelle in einer überarbeiteten Form als sogenannte „New Generation“ (NG) angeboten. Statt bisher rollfähige, aber vor allem bei kleineren Vorbildern viel zu großer Räder haben die Modelle seitdem maßstäbliche, aber meist funktionslose Fahrwerke und Räder.
Weitere Produktlinien an Metallmodellen sind (tendenziell deutlich kleinere) Vorbilder im Maßstab 1:200, hier auch inklusive diverser Kampfjets. und ein sehr kleines Angebot im Maßstab 1:400. Darüber hinaus gibt es einfache Kunststoff-Modelle ohne Fahrwerk im Maßstab 1:100, 1:200 (meistens) oder 1:250 – je nach Größe des Vorbildes – zur teilweisen Selbstmontage als „Snap-Fit“-Serie. Vereinzelt sind zudem Modelle in weiteren Maßstäben erschienen, etwa eine Junkers Ju 52/3m in 1:160 oder einige einfache Modelle in 1:1000.
Im Maßstab 1:500 bedient Herpa den Markt fast alleine; in 1:400 ist man nur ein Hersteller von vielen, die in Summe ein etwas größeres Angebot ergeben. In 1:200 ist das ebenfalls von vielen Herstellern bediente Angebot zwar wesentlich breiter, nicht unbedingt tiefer.

## Zeitschriften und Kataloge
Herpa publiziert regelmäßig die Sammlermagazine, DER MASS:STAB (seit 1982) und WingsWorld (seit 1997). In diesen wird man sechsmal im Jahr über Neuheiten unterrichtet. DER MASS:STAB befasst sich mit dem Automobilprogramm, WingsWorld ist für das Flugzeugsortiment gedacht. Seit 2023 erscheinen die beiden Magazine nur noch online über die Firmenhomepage. Sechsmal pro Jahr erscheinen Neuheitenprospekte (ebenfalls getrennt nach Herpa Cars&Trucks und Herpa Wings).